# Are You Ready for the Country
«Are You Ready for the Country?» es una canción del músico canadiense de folk rock Neil Young. Fue publicada como la canción de cierre del lado A de su cuarto álbum de estudio Harvest (1972). La canción presenta a Young en el piano respaldado por la banda de estudio apodada The Stray Gators, compuesta por Jack Nitzsche en la slide guitar, Ben Keith en la pedal steel guitar, Tim Drummond en el bajo, y Kenny Buttrey en la batería. Los coros en la canción son de David Crosby y Graham Nash. La grabación se realizó en un estudio instalado en un granero en el rancho de Young.

## Letra y música
Según Sam Inglis, el “país” en el título nunca se hace explícito, y aunque ciertamente no es un país como Bélgica y parece que podría estar en el sur de los Estados Unidos como las canciones contemporáneas de Young «Southern Man» y «Alabama», las letras no son explícitamente políticas como esas canciones. En lugar de abordar temas como el racismo, la letra de «Are You Ready for the Country?» trata más sobre el temor generalizado. Letras como “I was talkin' to the preacher,
said God was on my side/Then I ran into the hangman, he said ‘It's time to die...’” implica que hay más en la historia, y quizás una historia de fondo más interesante, que lo que se establece explícitamente, e insinuar un tema de religión organizada. El título puede ser Young preguntando a su audiencia si están dispuestos a seguirlo en la música country, aunque Inglis afirma que el arreglo es más blues que country.
El crítico de Allmusic Matthew Greenwald afirma que el arreglo proporciona una sensación de fantasía, destacando el piano “funky” de Young y la slide guitar “perezosa” de Nitzsche. Ken Bielen describe la melodía como “contundente” y dice que funciona bien con el “carácter vocal de canto largo” de la canción. Bielen también comenta sobre la calidad “rústica” añadida por la slide guitar de Nitzsche.